# Panturichthys isognathus
Panturichthys isognathus is een straalvinnige vissensoort uit de familie van modderalen (Heterenchelyidae). De wetenschappelijke naam van de soort is voor het eerst geldig gepubliceerd in 1953 door Max Poll.